# Vittorio Arminjon
Vittorio Arminjon (Chambéry, 9 ottobre 1830 – Genova, 4 febbraio 1897) è stato un ammiraglio, esploratore e scrittore italiano.

## Biografia
Arminjon nacque a Chambéry dal senatore Mathias Arminjon e Henriette Dupy. Entrò a far parte della Regia Scuola Navale di Genova nel 1842 e divenne ufficiale nel 1847. Prestò servizio nel mare Adriatico (1848-1849) e si dimise nel 1860 per entrare nella Marina francese al comando dello Zenobia e successivamente dell'Asmodeus. Fu nominato Cavaliere dell'Ordine della Legion d'Onore. Sposò Enrichetta Alli-Maccarani, figlia del Marchese Alli Maccarani nel 1859. Nel 1861 si unì nuovamente alla Regia Marina Italiana in cui prestò servizio come capitano di fregata. Nel 1865 comandò la fregata Regina da Napoli a Montevideo e da lì il piroscafo Magenta per un viaggio intorno al mondo. La nave trasportava anche i naturalisti Prof. Enrico Hillyer Giglioli e Filippo de Filippi che raccolsero e descrissero vari esemplari zoologici tra cui un genere di Pterodroma che prese il nome di Arminjon come Pterodroma arminjoniana. Nel 1866 firmò trattati commerciali per l'Italia con il Giappone e la Cina. Fu nominato Commendatore dell'Ordine dei Santi Maurizio e Lazzaro nel febbraio 1867. In seguito prestò servizio come Direttore degli armamenti e fu nominato Comandante della Royal Naval School. Nel 1876 fu promosso Contrammiraglio e prestò servizio sulla corazzata Roma. Si dimise nel 1877 e trascorse il tempo studiando agraria e sperimentando la chimica applicata nelle sue terre piemontesi.
Scrisse numerose opere quali: Il Giappone e il viaggio della corvetta Magenta nel 1866 per V. F. Arminjon (1869), Elementi di attrezzatura manovra, Corazzate e Torpediniere (1888) e Le métayage dans ses rabboris avec la coutume (1894). Taciamo poi dei suoi molti studi ed articoli comparsi sulla Rassegna Nazionale di Roma di cui era assiduo collaboratore.
Nel 1882, in occasione del quarto centenario del servizio di Cristoforo Colombo a Isabella I di Castiglia, l'ammiraglio Arminjon ricevette la Croce al merito navale dal re Alfonso XII di Spagna.
Morì a Genova il 4 febbraio 1897.